# 兵庫県道58号西宮停車場線
兵庫県道58号西宮停車場線（ひょうごけんどう58ごう にしのみやていしゃじょうせん）は、兵庫県西宮市を通る県道（主要地方道）である。

## 概要
JR西日本東海道本線西宮駅から国道2号交点・JR西宮駅前交差点までを結ぶ非常に短い道路である。西ノ宮停車場とはJRの西宮駅のことで、旧駅名「西ノ宮駅」にちなむ。

### 路線データ
- 起点：西宮市池田町（東海道本線 西宮駅（西ノ宮停車場）前）
- 終点：西宮市池田町（JR西宮駅前交差点、国道2号交点）
- 総延長：41 m

## 歴史
- 1993年（平成5年）5月11日 - 建設省から、県道西宮停車場線が西宮停車場線として主要地方道に指定される[1]。

## 地理

### 通過する自治体
- 西宮市

### 交差する道路
| 交差する道路 | 交差する場所 | 交差する場所            |
| ------------ | ------------ | ----------------------- |
| 国道2号      | 池田町       | JR西宮駅前交差点 / 終点 |

### 沿線
- JR西日本東海道本線 西宮駅